# El Libro de los Cuadrados
El Libro de los Cuadrados, (nombre original en latín: Liber Quadratorum) es un texto sobre álgebra escrito por Leonardo de Pisa (Fibonacci), publicado en 1225. Estaba dedicado al emperador Federico II Hohenstaufen. La obra contiene proposiciones algebraicas relacionadas con las ternas pitagóricas, que anticipan resultados posteriores de Pierre de Fermat y de Leonhard Euler.  

## Historia
La obra tuvo su origen en un concurso matemático auspiciado en el siglo XIII por el emperador del Sacro Imperio Romano Germánico Federico II Hohenstaufen, en el que se planteaba una cuestión relacionada con la relación entre ternas pitagóricas. Leonardo de Pisa dio con la solución del problema, y posteriormente dedicó al emperador el libro en el que describía sus hallazgos:

Después de ser llevado a Pisa por el Maestro Dominick a los pies de su majestad celestial, el más glorioso príncipe, Lord F. (Leonardo Fibonacci)
Liber quadratorum, epístola (traducido por L. E. Sigler)

El Liber Quadratorum ha llegado hasta nuestros días a través de un solo manuscrito del siglo XV, el llamado ms. E 75 Sup. de la Biblioteca Ambrosiana (Milán, Italia), ff. 19r-39v. Durante el siglo XIX, la obra fue publicada por primera vez en una edición impresa por Baldassarre Boncompagni Ludovisi, príncipe de Piombino.
En el libro aparece la identidad de Fibonacci, estableciendo que el conjunto de todas las sumas de dos cuadrados es cerrada bajo la multiplicación. El libro anticipó los trabajos de matemáticos posteriores como Fermat y Euler. El texto examina varios temas sobre teoría de números, entre ellos un método inductivo para encontrar ternas pitagóricas basado en la secuencia de los números enteros impares teniendo en cuenta el hecho de que la suma de los primeros enteros impares {\displaystyle n} es {\displaystyle n^{2}}, así como la solución al problema del congruum.

## Lecturas relacionadas
- B. Boncompagni Ludovisi, Opuscoli di Leonardo Pisano secondo un codice della Biblioteca Ambrosiana di Milano contrassegnato E.75. Parte Superiore, en Id., Scritti di Leonardo Pisano matematico del secolo decimoterzo, vol. II, Roma 1862, págs. 253–283
- P. Ver Eecke, Léonard de Pise. Le livre des nombres carrés. Traduit pour la première fois du Latin Médiéval en Français, París, Blanchard-Desclée - Brujas 1952.
- G. Arrighi, La fortuna di Leonardo Pisano alla corte di Federico II, en Dante e la cultura sveva. Atti del Convegno di Studi, Melfi, 2-5 de noviembre de 1969, Firenze 1970, pp. 17–31.
- E. Picutti, Il Libro dei quadrati di Leonardo Pisano e i problemi di analisi indeterminata nel Codice Palatino 557 della Biblioteca Nazionale di Firenze, en «Physis. Rivista Internazionale di Storia della Scienza» XXI, 1979, pp. 195–339.
- LE Sigler, "Leonardo Pisano Fibonacci, el libro de los cuadrados". Una traducción comentada al inglés moderno, Boston 1987.
- M. Moyon, Algèbre & Practica geometriæ en Occident médiéval latin: Abū Bakr, Fibonacci et Jean de Murs, en Pluralité de l'algèbre à la Renaissance, a cura di S. Rommevaux, M. Spiesser, M.R. Massa Esteve, París 2012, pp. 33–65.